# Перша карабаська війна
Перша карабаська війна (вірм. Արցախյան գոյամարտ, азерб. Qarabağ müharibəsi) — збройний конфлікт, що відбувався між вірменами та азербайджанцями від вересня 1987 р. до 12 травня 1994 р., переважно за контроль над Нагірним Карабахом.

## Передісторія
Територія Нагірного Карабаху як частина провінції Арцах входила до складу Великої Вірменії, що утворилась у 189 році до н. е. у Закавказзі в результаті повстання Арташеса I проти Держави Селевкідів. Після першого поділу Вірменії в 363 році він належав Персії, з поразкою якої у війні 1804—1813 років як частина Карабаського ханства увійшов до складу Російської імперії. Після Жовтневого перевороту 1917 року Карабах став частиною Азербайджанської Демократичної Республіки, а після її падіння — Азербайджанської Радянської Соціалістичної Республіки. В її складі в 1923 році він отримав автономію: спочатку як Автономна область Нагірного Карабаху, а з 1937 року як Нагірно-Карабаська автономна область (НКАО).

## Радянський період (1987—1991)
- У серпні 1987 р. карабаські вірмени посилають до Москви підписану десятками тисяч людей петицію з проханням передати НКАО до складу Вірменської РСР.
- У вересні-жовтні 1987 р. перший секретар Шамхорського райкому Компартії Азербайджану М. Асадов вступає в конфлікт з мешканцями вірменського села Чардахлу Шамхорського району (північний Карабах, поза межами НКАО) через протести жителів села проти заміни директора радгоспу вірменина азербайджанцем, побивши і заарештувавши кілька десятків жителів села.[25] В Єревані в зв'язку з цим проходять демонстрації протесту.[26] У листопаді 1987 р. на захист ідеї перепідпорядкування Карабаху Вірменії виступає радник Михайла Горбачова, вірменин Абел Аганбегян.[26]
- У листопаді 1987 року на залізничний вокзал Баку прибули два товарні вагони з азербайджанцями, вимушеними втекти з Кафанського району Вірменської РСР через міжетнічні зіткнення. BBC повідомляє про напад на азербайджанців у Кафанському районі.[27]
- Близько 25 січня 1988 року історик Аріф Юнусов ішов на роботу в Академію Наук у Баку, коли побачив нові свідоцтва втечі азербайджанців з Кафану. Чотири червоних «Ікаруси» стояли перед будівлею Верховної Ради Азербайджану. Юнусов згадує пасажирів тих автобусів: «Всі вони були в жахливому стані. В основному там були жінки, діти і люди похилого віку. Молодих було мало. Багато сильно побиті. Вони кричали». Арамаіс Бабаян, у той час другий секретар Кафанського райкому партії, говорив, що не може пригадати жодного випадку, щоб азербайджанці покидали територію району до лютого. Втім, він підтвердив, що якось уночі в лютому 1988 року 2000 азербайджанців дійсно покинули Кафанський район, але вважає, що причиною цього масового виходу стали чутки і «провокації».[28]
- Згідно з одними даними, причиною цього був тиск, який чинили вірменські екстремісти з метою видавлювання азербайджанського населення з району.[29][26] Вірменські джерела стверджують, що перші міжнаціональні зіткнення у Вірменії відбулися лише в листопаді 1988 року, в даному ж випадку втеча була викликана розпущеним з провокаційними цілями чутками. Також зазначається, що в ряді випадків на мітингах під виглядом азербайджанських біженців з Кафану виступали явні провокатори.[30][31]
- Азербайджанська влада використовує партійні важелі, щоб засудити «націоналістичні», «екстремістсько-сепаратистські» процеси. 11 лютого 1988 р. в Степанакерт виїжджає численна група представників керівництва Азербайджанської РСР і Компартії Азербайджану, яку очолює другий секретар ЦК КПАз Василь Коновалов. До групи входять також завідувач відділу адміністративних органів ЦК КПАз (раніше — перший секретар райкому Шамхорського КПАз) М. Асадов, заступники керівників республіканських КДБ, МВС, прокуратури, Верховного суду і забезпечують їх безпеку співробітники правоохоронних органів.
- У ніч з 11 на 12 лютого в Степанакерті проходить розширене засідання бюро обкому КПАз за участю керівників з Баку. На бюро приймається рішення засудити «націоналістичні», «екстремістсько-сепаратистські» процеси, що набирають чинності в регіоні, і провести 12-13 лютого «партійно-господарські активи» в місті Степанакерті і у всіх районних центрах НКАО, а потім — на рівні автономної області, з тим щоб протиставити зростаючому народному невдоволенню всю потужність єдиного партійно-господарського апарату.
- 12 лютого в актовому залі Степанакертського міськкому КПАз проводиться міський партійно-господарський актив з участю представників з Баку, місцевих партійних керівників, керівників державних установ, підприємств, профспілок і парторгів. У президії — Василь Коновалов, перший секретар обкому Борис Кеворков, перший секретар бюро міськкому Завен Мовсесян. Мовсесян і Кеворков, виступаючи на початку зборів, заявляють, що за подіями в Карабасі стоять «екстремісти» та «сепаратисти», яким не вдасться повести за собою народ. Василь Коновалов, продовжуючи цю думку, заявляє, що організатори відомі і будуть ізольовані від суспільства, сепаратизм повинен бути засуджений, а Карабах залишиться невід'ємною частиною Азербайджанської РСР. Спочатку збори йдуть за заздалегідь підготовленим сценарієм, виступаючи заявляють про непорушне братерство азербайджанців та вірмен і намагаються звести проблему до критики окремих господарських недоліків. Через деякий час, однак, на трибуну проривається Максим Мірзоян, який різко критикує Бориса Кеворкова за байдужість і зневагу національною специфікою Карабаху, «азербайджанізацію» і проведення демографічної політики, що сприяє зниженню частки вірменського населення в регіоні. Цей виступ призводить до того, що збори виходять з-під контролю партійних керівників, і члени президії покидають зал. Звістка про провал зборів доходить до Аскерану, і районний партійно-господарський актив також йде не за наміченим сценарієм. Спроба провести в той же день партійно-господарський актив у Гадрутському районі взагалі призводить до стихійного мітингу. Плани азербайджанського керівництва залагодити ситуацію виявилися зірваними. Партійно-господарські керівники Карабаху не тільки не засудили «екстремізм», але навпаки, активно його підтримали.
- 13 лютого в Степанакерті проходить перший мітинг, на якому висуваються вимоги про приєднання НКАО до Вірменії. Міськвиконком дає дозвіл на його проведення, позначивши мету — «вимога про возз'єднання НКАО з Вірменією». М. Асадов безуспішно намагається перешкодити проведенню мітингу. Завідувач відділом ЦК КП Азербайджанської РСР Асадов на засіданні бюро обкому партії заявив, намагаючись погрозами натиснути на місцеве керівництво НКАО: «Сто тисяч азербайджанців готові в будь-який час увірватися до Карабаху і влаштувати бійню».[32] Тим часом, як стверджують учасники подій, виконавча влада автономної області виявляється розколотою і втрачають контроль над ситуацією. Керівництво бере на себе Рада директорів, до якої увійшли голови великих підприємств області та окремі активісти. Рада приймає рішення провести сесії міських і районних рад, а потім скликати сесію обласної Ради народних депутатів.
- 14 лютого азербайджанське партійне керівництво намагається звернутися до населення НКАО через обласну газету «Советский Карабах» зі зверненням, у якому події що відбуваються розцінюються як «екстремістські і сепаратистські», інспіровані вірменськими націоналістами. В результаті втручання Ради директорів звернення так і не було опубліковано.
- 20 лютого 1988 р. позачергова сесія народних депутатів НКАО звертається до Верховної Ради Вірменської РСР, Азербайджанської РСР та СРСР з проханням розглянути і позитивно вирішити питання про передачу НКАО зі складу Азербайджанської РСР до складу Вірменської РСР.
- 21 лютого Політбюро ЦК КПРС приймає постанову, згідно з якою вимога про включення Нагірного Карабаху до складу Вірменської РСР представляється як прийнята в результаті дій «екстремістів» і «націоналістів» і така, що суперечить інтересам Азербайджанської РСР та Вірменської РСР. Постанова обмежується загальними закликами до нормалізації обстановки, вироблення і здійснення заходів щодо подальшого соціально-економічного та культурного розвитку автономної області. Центральні органи влади і надалі, незважаючи на загострення обстановки, будуть керуватися цією постановою, безперервно заявляючи, що «перекроювання кордонів не буде».

- 22 лютого 1988 р. коло вірменського населеного пункту Аскеран відбувається зіткнення з використанням вогнепальної зброї між групами азербайджанців із міста Агдам, що прямували до Степанакерту «для наведення порядку», і місцевим населенням. У момент, коли кілька азербайджанців спробували захопити вірменський будинок, вірмени відкрили вогонь. У той день загинуло двоє азербайджанців, проте принаймні один з них — від руки міліціонера-азербайджанця. Масовішого кровопролиття в той день вдалося уникнути.[33] Тим часом у Єревані проходить демонстрація. Число демонстрантів до кінця дня сягає 45-50 тисяч. В ефірі програми «Время» зачіпається тема рішення обласної ради НКАО, де воно названо інспірованим «екстремістськими і націоналістично налаштованими особами». Така реакція центральної преси тільки підсилює обурення вірменської громадськості.
- 26 лютого 1988 — в Єревані проходить мітинг, в якому бере участь майже 1 мільйон осіб. Того ж дня починаються перші мітинги в Сумгаїті.
- Ніч з 26 на 27 лютого — згідно з даними які наводять вірменські джерела саме тоді, під впливом панічних чуток про події в Аскерані, з Кафану до Баку виїжджає 200 жителів.[30][31]
- 27 лютого 1988 — по телебаченню в Баку виступає заступник Генерального прокурора СРСР А. Ф. Катусев, який повідомляє про загибель двох азербайджанців в сутичці поблизу Аскерану, що сталася 22 лютого.
- 27-29 лютого — погром у місті Сумгаїт (див. Сумгаїтський погром) — перший масовий вибух етнічного насильства в новітній радянській історії. Том де Баал, автор книги про історію карабаського конфлікту, говорить, що «Радянський Союз у мирний час ніколи не переживав того, що відбулося» в Сумгаїті.[24] За офіційними даними Генпрокуратури СРСР, під час цих подій загинуло 26 вірмен і 6 азербайджанців («Известия», 03.03.1988). Деякі джерела вказують на те, що ці дані занижені.[34] Сотні людей було поранено, величезна кількість зазнала насильства, тортура і знущання, багато тисяч стали біженцями. Участь у погромі брав раніше судимий Едуард Григорян — вірменин по національності, якому азербайджанська сторона приписує роль організатора.[35] Своєчасне розслідування причин та обставин погромів, встановлення та покарання провокаторів і безпосередніх учасників злочинів не було проведено, що, поза сумнівом, призвело до ескалації конфлікту.
- Весна-осінь 1988 — Постанови Президії Верховної Ради СРСР, Ради Міністрів СРСР і ЦК КПРС, прийняті в березні 1988 року з приводу міжнаціонального конфлікту в НКАО, не привели до стабілізації ситуації, оскільки найрадикальніші представники обох конфліктуючих сторін відкидали будь-які компромісні пропозиції. Більшість членів обласної ради депутатів та обкому партії підтримали вимоги про передачу НКАО зі складу Азербайджану до складу Вірменії, які були оформлені у відповідних рішеннях сесій обласної Ради та пленуму обкому партії, який очолив Генріх Погосян. У НКАО (особливо в Степанакерті) відбуваються щоденні багатолюдні демонстрації, мітинги, страйки колективів підприємств, організацій, навчальних закладів області з вимогами відділення від Азербайджану. Створюється неформальна організація — комітет «Крунк», який очолив директор Степанакертського комбінату будматеріалів Аркадій Манучаров. Його заявлені цілі — вивчення історії краю, його зв'язків з Вірменією, відновлення пам'ятників старовини. На ділі комітет бере на себе функції організатора масових протестів. Указом Верховної Ради АзРСР комітет розпущений, але він продовжує свою діяльність. У Вірменії розростається рух підтримки вірменського населення НКАО. У Єревані створено комітет «Карабах», лідери якого закликають до посилення тиску на державні органи з метою передачі НКАО Вірменії. Одночасно в Азербайджані тривають заклики до «рішучого наведення порядку» в НКАО. Громадська напруга і національна ворожнеча між азербайджанським і вірменським населенням зростають з кожним днем. Влітку і восени частішають випадки насильства в НКАО, наростає потік біженців як до Азербайджану, так і до Вірменії.
- У НКАО направляються представники центральних радянських і державних органів СРСР. Деякі з виявлених проблем, які роками накопичувалися в національній сфері, стають надбанням гласності. ЦК КПРС і Рада Міністрів СРСР в терміновому порядку приймають постанову «Про заходи щодо прискорення соціально-економічного розвитку Нагірно-Карабаської автономної області Азербайджанської РСР у 1988—1995 роках».
- Травень 1988 — з ініціативи Шушинського райкому КПАз розпочата депортація вірменського населення з Шуші.
- 14 червня 1988 — Верховна Рада Вірменської РСР дає згоду на включення Нагірно-Карабаської автономної області до складу Вірменської РСР.
- 17 червня 1988 — Верховна Рада Азербайджанської РСР приймає рішення про те, що Нагірний Карабах повинен залишитися в складі республіки: «У відповідь на звернення Верховної Ради Вірменської РСР Верховна Рада Азербайджанської РСР, виходячи з інтересів збереження сформованого національно-територіального устрою країни, закріпленого Конституцією СРСР, керуючись принципами інтернаціоналізму, інтересами азербайджанського і вірменського народів, інших націй і народностей республіки, визнає передачу НКАО з Азербайджанської РСР до складу Вірменської РСР неможливою».
- Липень — у Вірменії проходять багатоденні страйки колективів підприємств, організацій, навчальних закладів, масові мітинги. В результаті зіткнення між мітингуючими і військовослужбовцями Радянської Армії в єреванському аеропорту «Звартноц» загинув один з мітингувальників. Католікос Вазген I звертається по республіканському телебаченню із закликом до мудрості, спокою, почуття відповідальності вірменського народу, до припинення страйку. Заклик залишається непочутим. У Степанакерті вже кілька місяців не працюють підприємства та організації, кожен день відбувається хода по вулицях міста і масові мітинги, обстановка загострюється все більше. Як повідомляють кореспонденти «Известий», з Вірменії надходить потужна підтримка — сотні людей щодня виїжджають у Єреван і, навпаки, приїжджають до Степанакерту (для цього організований повітряний міст між цими містами, кількість авіарейсів з часом доходить до 4-8 на день).[36]
- За повідомленням ТАСС, «складна, напружена обстановка в Вірменській РСР продовжує викликати масові переміщення азербайджанського населення з Вірменії до Азербайджану. Як повідомляє спеціальна комісія, створена при Раді Міністрів Азербайджанської РСР, азербайджанці, які прибули з Вірменії, тимчасово розміщені в 43 районах республіки. Найбільше число таких громадян — у Нахічеванській АРСР, в Шамхорському, Кубинському, Казаському і Ждановському районах». Станом на середину липня, в Азербайджан з Вірменії виїхало близько 20 тис. осіб (більше 4 тис. сімей). Тим часом ЦК КПАз намагається нормалізувати обстановку в місцях компактного проживання азербайджанців у Вірменії. У Вірменську РСР продовжують прибувати біженці з Азербайджану. За даними місцевої влади, на 13 липня до Вірменії прибуло 7265 чоловік (1598 родин) з Баку, Сумгаїту, Мінгечауру, Казаху, Шамхору та інших міст Азербайджану.[37]
- 18 липня 1988 — У Кремлі відбулося засідання Президії Верховної Ради СРСР, на якому були розглянуті рішення Верховних Рад Вірменської РСР та Азербайджанської РСР про Нагірний Карабах та прийнято постанову з даного питання. У постанові зазначено, що, розглянувши прохання Верховної Ради Вірменської РСР від 15 червня 1988 про перехід Нагірно-Карабаської автономної області до складу Вірменської РСР (у зв'язку з клопотанням Ради народних депутатів НКАО) і рішення Верховної Ради Азербайджанської РСР від 17 червня 1988 р. про неприйнятність передачі НКАО до складу Вірменської РСР, Президія Верховної Ради вважає неможливим зміни кордонів і встановленого на конституційній основі національно-територіального поділу Азербайджанської РСР та Вірменської РСР.
- Вересень 1988 — азербайджанське населення вигнано зі Степанакерту, вірменське — з Шуші.[38] У 20-х числах вересня в Нагірно-Карабаській автономній області і Агдамському районі Азербайджанської РСР введено особливий стан і комендантську годину. У Вірменії Президія Верховної Ради Вірменської РСР ухвалила рішення про розпуск комітету «Карабах». Однак спроби партійних і державних органів заспокоїти населення не мають ефекту. У Єревані та деяких інших містах Вірменії тривають заклики до організації страйків, мітингів, голодувань. 22 вересня було припинено роботу ряду підприємств і міського транспорту Єревана, Ленінакана, Абовяна, Чаренцавана, а також Ечміадзинського району. У Єревані до забезпечення порядку на вулицях поряд з органами міліції залучаються військові підрозділи.[39]
- Листопад-грудень 1988 — в Азербайджані та Вірменії відбуваються масові погроми, що супроводжуються насильством і вбивствами мирного населення. У другій половині 1988 «насильство посилилося з анти-вірменськими погромами в Нахічевані і Кіровабаді. Десятки тисяч вірмен почали залишати Азербайджан, тоді як азербайджанці, боячись відплати, в свою чергу залишали Вірменію». [15] В Азербайджані вірменські погроми, з гаслами «Слава героям Сумгаїту!»,[40] відбувалися в Баку, Кіровабаді (Гянджі) (див. Кіровабадський погром), Шемасі, Шамхорі, Мінгечаурі, Шекі, Закаталах, Нахічеванській АРСР, загинуло 69 чоловік.[41] Біженці з Азербайджану, прямували в основному до Вірменії, де протягом кінця листопада 1988 стало понад 200 000 вірмен.[42] За різними даними, на території Вірменії погроми призводять до загибелі від 20 до 30 азербайджанців.[43][44][45] За даними вірменської сторони, у Вірменії на міжнаціональному ґрунті за три роки (з 1988 по 1990) загинуло 26 азербайджанців, у тому числі з 27 листопада по 3 грудня 1988 року — 23, у 1989 році — один, у 1990 — двоє. У той же час в зіткненнях з азербайджанцями у Вірменії загинуло 17 вірмен.[30]

У ряді міст Азербайджану і Вірменії вводиться надзвичайний стан. На цей час припадає найбільший масовий потік біженців — сотні тисяч чоловік з обох сторін. В цілому, до 1989 р. була завершена депортація азербайджанців з Вірменії та вірмен з сільських районів Азербайджану (крім Карабаху).
- Зима 1988 — проводиться депортація населення вірменських сіл Гардману — гірських і передгірських частин Ханларського, Дашкесанського, Шамхорського і Кедабекського районів, а також м. Кіровабаду (Гянджі). Після закінчення цих подій вірменське населення Азербайджанської РСР виявляється сконцентрованим в НКАО, Шаумянівскому районі, чотирьох селах Ханларського району (Чайкенд, Мартунашен, Азад і Камо) і в Баку (де воно протягом року скоротилося приблизно з 215 тис. до 50 тис. чоловік).

### 1989
- 12 січня — за рішенням радянського уряду в НКАО вперше в СРСР було введено пряме управління з утворенням Комітету особливого управління Нагірно-Карабаської автономною областю під головуванням Аркадія Вольського, завідувача відділом ЦК КПРС. Були припинені повноваження обласних партійних і державних органів, обмежені конституційні права громадян. Комітет був покликаний запобігти подальшому загостренню ситуації і сприяти її стабілізації. Як показало життя, однак, його повноважень виявилося недостатньо для вирішення поставлених завдань.
- У Вірменській РСР та Нагірно-Карабаській автономній області було введено надзвичайний стан. За рішенням радянського керівництва були арештовані члени так званого комітету «Карабах» (включаючи майбутнього президента Вірменії Левона Тер-Петросяна).
- Липень — в Азербайджанській РСР створена опозиційна партія — Народний Фронт Азербайджану.
- 26 липня — у зв'язку з проведенням владою Азербайджанської РСР репресивних і каральних заходів щодо вірменського населення Шаумянівского району республіки позачергова сесія районної Ради народних депутатів ухвалила рішення про входження району до складу району НКАО.
- 16 серпня — в НКАО відбувся з'їзд представників населення області. З'їзд прийняв звернення до азербайджанського народу, в якому виражалася стурбованість дедалі більшим відчуженням між вірменським та азербайджанським народами, що переросло у міжнаціональну ворожнечу, містився заклик до взаємного визнання невід'ємних прав один одного. З'їзд також звернувся до коменданта Особливого району, офіцерів і солдатів Радянської армії і підрозділів МВС СРСР з пропозицією активної співпраці з метою забезпечення миру в регіоні. З'їзд обрав Національну Раду (голова — народний депутат СРСР В. Григорян), перед якою було поставлено завдання практичної реалізації рішення сесії обласної Ради народних депутатів від 20 лютого 1988 року. Президія Національної Ради направила звернення до Ради Безпеки ООН з проханням про сприяння в забезпеченні захисту вірменського населення краю. Звернення фактично залишилося без відповіді.
- Керівництво Азербайджанської РСР як захід тиску на НКАО і Вірменську РСР починає їх економічну блокаду, перекривши доставлення народногосподарських вантажів (продовольства, палива та будматеріалів) залізничним та автомобільним транспортом через свою територію. НКАО виявилася практично ізольована від зовнішнього світу. Багато підприємств були зупинені, не діяв транспорт, не вивозився урожай. Населення опинилося на межі голоду.
- 28 листопада — Верховна Рада СРСР прийняла постанову про скасування Комітету особливого управління, згідно з яким, зокрема, Азербайджанська РСР повинна була «створити на паритетних засадах з НКАО республіканський оргкомітет і відновити діяльність Ради народних депутатів НКАО». У створений оргкомітет не увійшли представники від НКАО, діяльність Ради народних депутатів НКАО не була відновлена, не були виконані вимоги Указу щодо забезпечення статусу реальної автономії НКАО, дотримання законності, охорони життя та безпеки громадян, недопущення змін сформованого національного складу в НКАО.[33] Надалі саме цей орган за сприяння міліції і військ розробляв і здійснював операції з депортації (виселення) вірменського населення Нагірного Карабаху і прилеглих районів. Сесія Ради народних депутатів НКАО самостійно проголосила відновлення своєї діяльності і не визнала Республіканський оргкомітет, що призвело до створення в НКАО двох центрів влади, кожен з яких визнавався лише однією з конфліктуючих етнічних груп.
- 1 грудня — Верховна Рада Вірменської РСР та Національна Рада НКАО, «ґрунтуючись на загальнолюдських принципах самовизначення націй і відгукуючись на законне прагнення до возз'єднання двох насильно розділених частин вірменського народу», на спільному засіданні прийняли постанову про возз'єднання Вірменської РСР та Нагірного Карабаху. Це рішення викликало відповідні силові дії з боку керівництва Азербайджанської РСР з використанням комендатури Особливого району та доданих їй підрозділів внутрішніх військ.

### 1990

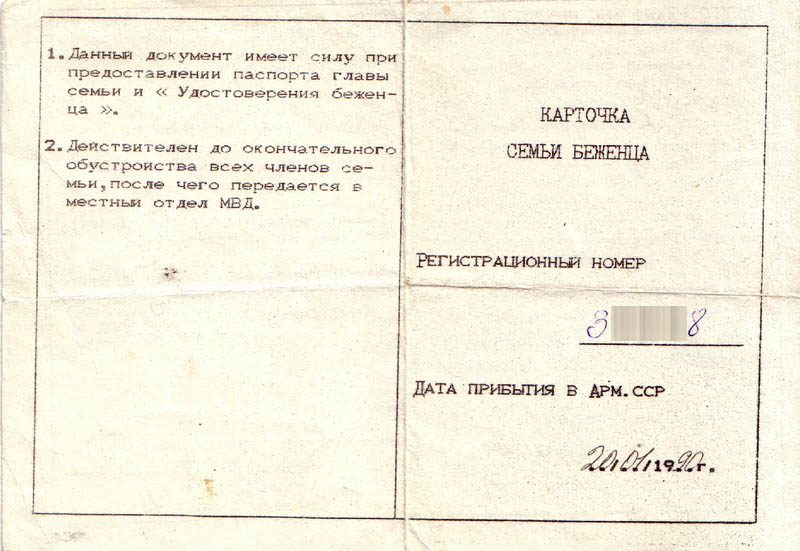
Обкладинка «Картки сім'ї біженця» з Баку

- Січень — взаємні артилерійські обстріли на вірмено-азербайджанському кордоні.[33]
- 13-20 січня 1990 відбулись вірменські погроми в Баку, де на початку року вже залишалося лише близько 35 тис. вірмен. Центральні органи влади СРСР виявляють злочинне зволікання в ухваленні рішень з метою зупинення насильства. Лише через тиждень після початку погромів до Баку введено війська для запобігання захоплення влади антикомуністичним Народним фронтом Азербайджану. Ця акція призвела до численних жертв серед цивільного населення Баку, яке намагалося перешкодити введенню військ (див. Чорний січень).
- 15 січня — Президія Верховної Ради СРСР вводить надзвичайний стан у НКАО, прикордонних з нею районах Азербайджанської РСР, в Горіському районі Вірменської РСР, а також у прикордонній зоні уздовж державного кордону СРСР на території Азербайджанської РСР. Утворена військова комендатура району надзвичайного стану, відповідальна за здійснення цього режиму. У її підпорядкуванні перебували додані їй підрозділи внутрішніх військ МВС СРСР. Згідно із заявами товариства «Меморіал», співробітниками комендатури і військами під час здійснення режиму надзвичайного стану допускалися численні порушення законності: «Внутрішні війська замість того, щоб сприяти стабілізації ситуації, роз'єднуючи конфліктуючі сторони, виконували невластиві їм політичні функції. Поступово вони перетворилися на ще одну сторону конфлікту».[33]
- У ситуації, коли державні силові структури демонстрували безпорадність і нездатність протистояти дедалі більшим і широкомасштабним проявам насильства і не тільки не забезпечували захист мирного населення в етнічно змішаних районах, але самі часто допускали беззаконня, все більшу роль почали відігравати незаконні збройні формування, що одержували підтримку місцевого населення, яке бачило в них своїх захисників і месників за завдані образи. Протягом 1990 р. та першої половини 1991 р. в результаті розкручування спіралі насильства і зростаючої активності цих формувань гинули і отримували поранення військовослужбовці, працівники МВС, мирні громадяни. У місця компактного проживання вірменського населення на території Азербайджану (НКАО і прилеглі до неї райони) проникали озброєні групи і з території Вірменії. Тут траплялися численні напади на мирних громадян, викрадення худоби, захоплення заручників, напади на військові наряди із застосуванням вогнепальної зброї.[33]
- 25 липня було видано Указ Президента СРСР «Про заборону створення незаконних формувань, не передбачених законодавством СРСР, і вилучення зброї у випадках його незаконного зберігання». Широкомасштабна операція по виконанню Указу в НКАО і прилеглих районах Азербайджану була проведена в кінці квітня — на початку червня 1991 силами підрозділів МВС Азербайджанської Республіки, внутрішніх військ МВС СРСР і Радянської Армії.

### 1991
- 24 квітня У відповідь на блокаду Чайкенду і Мартунашену вірменські збройні формування обстріляли Шуші градобійними ракетами типу «Алазані». Зруйновано кілька будинків, поранено 3 мирних жителів.[33]
- 30 квітня — початок так званої операції «Кільце» з виконання Указу Президента СРСР від 25.07.1990 р. «Про заборону створення незаконних формувань, не передбачених законодавством СРСР, і вилучення зброї у випадках його незаконного зберігання», що проводилася силами підрозділів МВС Азербайджанської Республіки, внутрішніх військ МВС СРСР і Радянської Армії з кінця квітня по початок червня 1991 р. у НКАО і прилеглих районах Азербайджану. Операція, яка мала за офіційну мету роззброєння вірменських «незаконних збройних формувань» і перевірку паспортного режиму в Карабасі, призвела до збройних зіткнень і жертв серед населення. Під час операції «Кільце» була здійснена повна депортація 24 вірменських сіл Карабаху.[46]
- 1 травня — Сенат США одноголосно прийняв резолюцію, що засуджує злочини, здійснені владою СРСР та Азербайджану проти вірменського населення Нагірного Карабаху, Вірменії та Азербайджану.[47]
- 28 серпня — Азербайджан проголосив незалежність. У декларації «Про відновлення державної незалежності Азербайджанської Республіки» сказано що «Азербайджанська Республіка є спадкоємицею Азербайджанської Республіки що існувала з 28 травня 1918 року по 28 квітня 1920».[48]
- 2 вересня — Спільна сесія Нагірно-Карабахської обласної та Шаумянівської районної Рад народних депутатів проголосила утворення Нагірно-Карабаської Республіки (НКР) у межах Нагірно-Карабаської автономної області (НКАО) і населеного вірменами прилеглого Шаумянівського району Азербайджанської РСР. Депутати керувалися Законом СРСР від 3 квітня «Про порядок вирішення питань, пов'язаних з виходом союзної республіки з СРСР».[49]
- Осінь — Агдамське відділення Народного фронту Азербайджану створює Агдамський батальйон ополчення під командуванням Багірова.
- 25 вересня — Починається 120-добовий обстріл Степанакерту протиградовими установками «Алазані». Ескалація військових дій розгортається практично на всій території НКР.[50]
- 23 листопада — Азербайджан анулює автономний статус Нагірного Карабаху.[50]
- 27 листопада — Держрада СРСР приймає постанову з закликом до сторін про припинення вогню, виведення із зони конфлікту всіх «незаконних збройних формувань» та скасування постанов, що змінюють статус НКАО.[51]
- Грудень — створення Національної армії Азербайджану.
- 10 грудня — в НКР проведений референдум про незалежність.

## Хід війни (1991—1994)

Червоним позначена територія НКАО до Карабаської війни

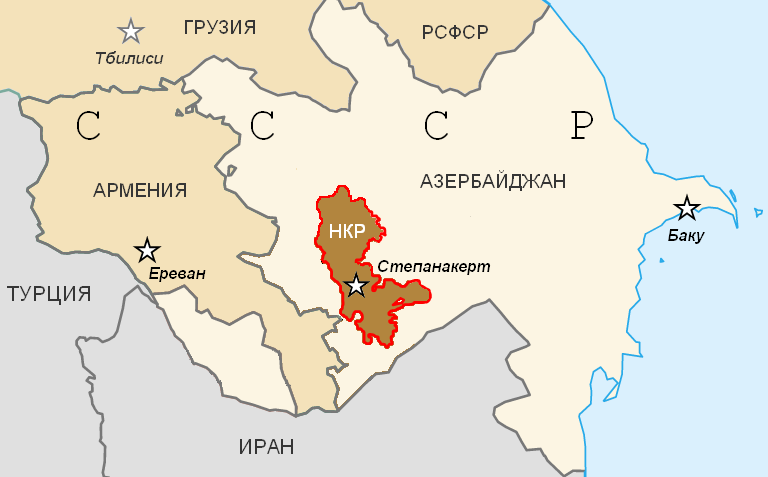
Коричневим позначена територія НКР на момент проголошення

Коричневим позначена територія, яку контролювала НКР після Першої Карабаської війни до осені 2020 року

### Активні бойові дії
Внаслідок повномасштабних бойових дій в Нагірному Карабасі у 1991–92 роках регулярні вірменські війська повністю або частково взяли під контроль сім азербайджанських районів. Після цього бойові дії перекинулися до середини Азербайджану і на вірменсько-азербайджанський кордон.
До 1994 року вірменські війська взяли під контроль близько 20 відсотків території Азербайджану, зокрема, і за межами Нагірного Карабаху — Лачін, Кельбаджар, Агдам, Фізулі, Джебраіл, Губадли, Зангелан.
За словами Левона Тер-Петросяна «справжня війна почалась 7 грудня 1993 р. і тривала до 12 травня 1994 р. Це була війна, коли обидві сторони володіли справжніми арміями».

### Припинення вогню
- 05 травня 1994 року — представники Міллі Меджлісу Азербайджану, Верховної Ради Вірменії та Нагірного-Карабаху підписали Бішкекський протокол із закликом припинити вогонь в ніч з 8 на 9 травня 1994 року.
- 09 травня 1994 року — «Угоду про безтермінове припинення вогню з 12 травня 1994 року» в Баку підписав від Азербайджану міністр оборони Мамедрафі Мамедов.
- 10 травня 1994 року — «Угоду» в Єревані підписав від Вірменії міністр оборони Серж Саргсян.
- 11 травня 1994 року — «Угоду» в Степанакерті підписав Командувач армією Нагірного Карабаху Самвел Бабаян.

Ця «Угода» набула чинності опівночі 12 травня 1994 року.

### Наслідки війни
Результатом збройного конфлікту стало його «заморожування» та де-факто незалежність Нагірно-Карабаської Республіки від Азербайджану. Під контроль НКР перейшли 92,5 % території колишньої Нагірно-Карабаської автономної області та так звана «зона безпеки». В цю «зону» входять райони, які адміністративно не підлеглі автономній області, але прилеглі до неї. Таким чином, після війни НКР стала контролювати п'ять з цих районів повністю (Кельбаджарський, Лачинський, Кубатлинський, Джебраільський та Зангеланський) і частково два (Агдамський та Фізулинський).

### Міжнародна оцінка
Під час конфлікту в Нагірному Карабасі було прийнято чотири резолюції Ради Безпеки ООН. Ці резолюції не посилалися на Главу VII Статуту Організації Об'єднаних Націй. «Список Резолюцій Радбез ООН так і лишається лише на папері» — акцентує увагу Президент Азербайджану Ільхам Алієв.